# Lista de praças de Roma

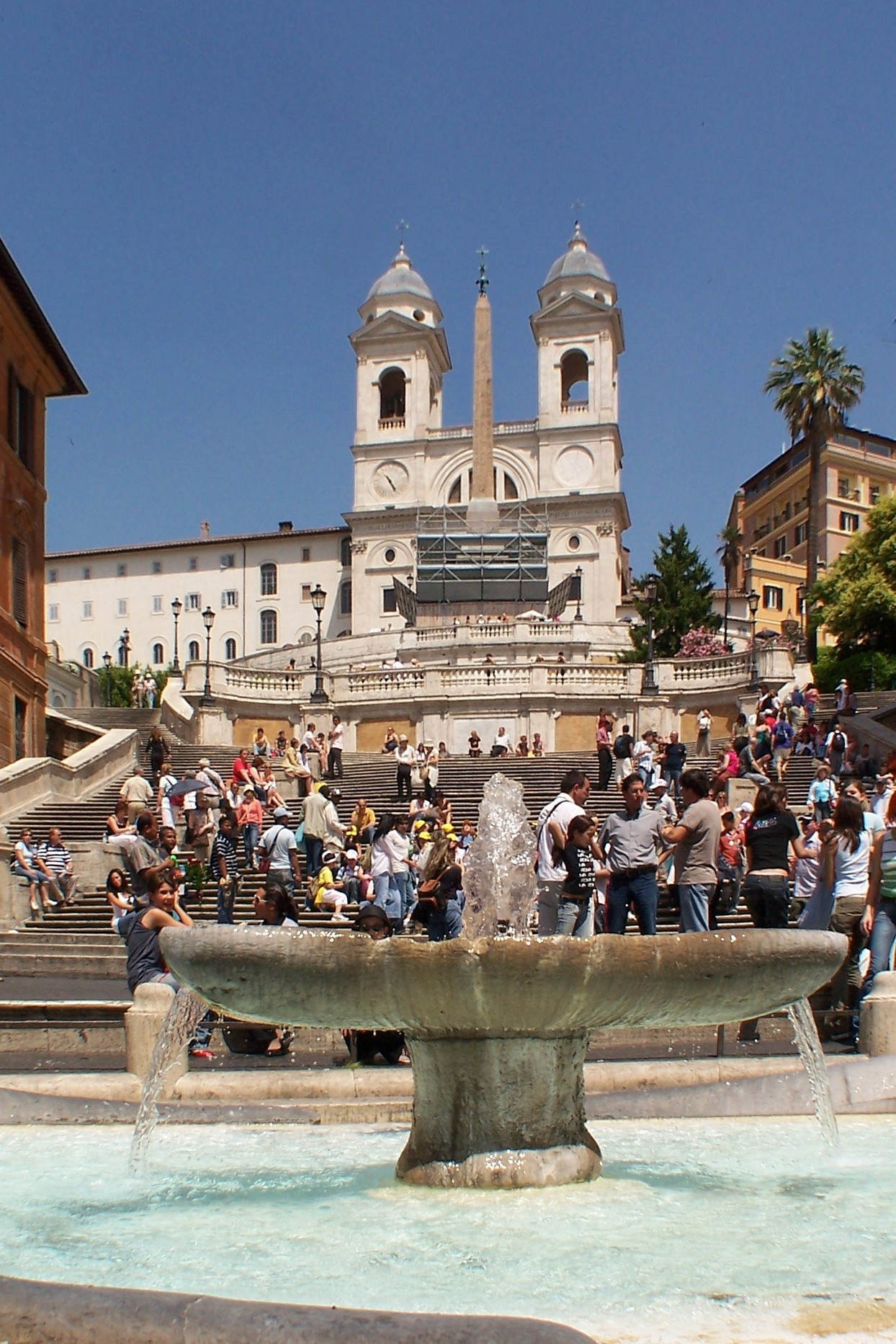
Piazza di Spagna

As praças de Roma (em italiano, Piazze di Roma) representam a em grande nível a sua história, arquitectura e turismo, constituindo uma grande parte da atmosfera que se presencia na Cidade Eterna. Neste artigo constam algumas da praças mais conhecidas e notabilizadas da cidade.

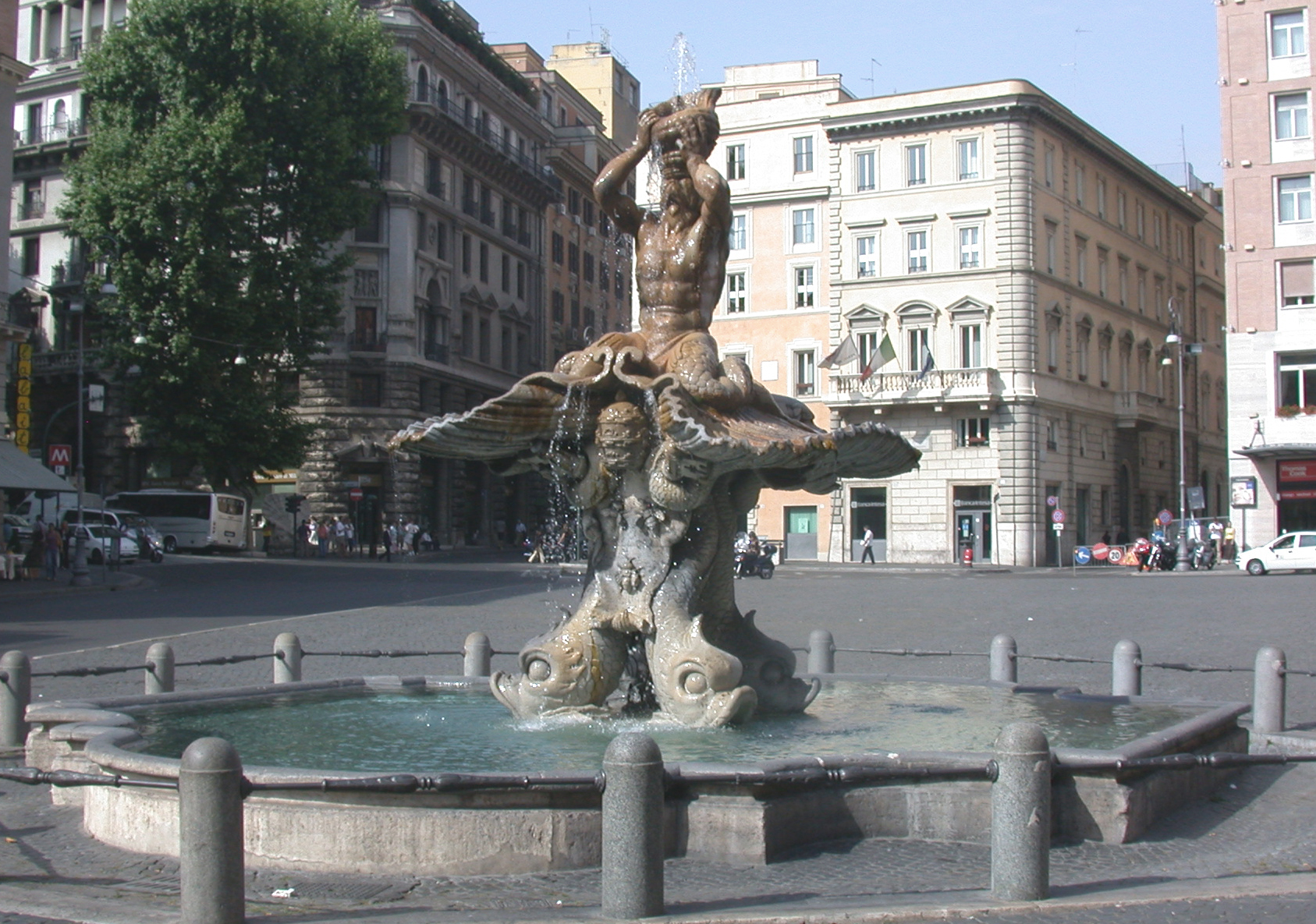
Piazza Barberini

## Piazza Barberini
A praça que alberga a famosa Fontana del Tritone (Fonte de Tritão).

## Piazza Bocca della Verità

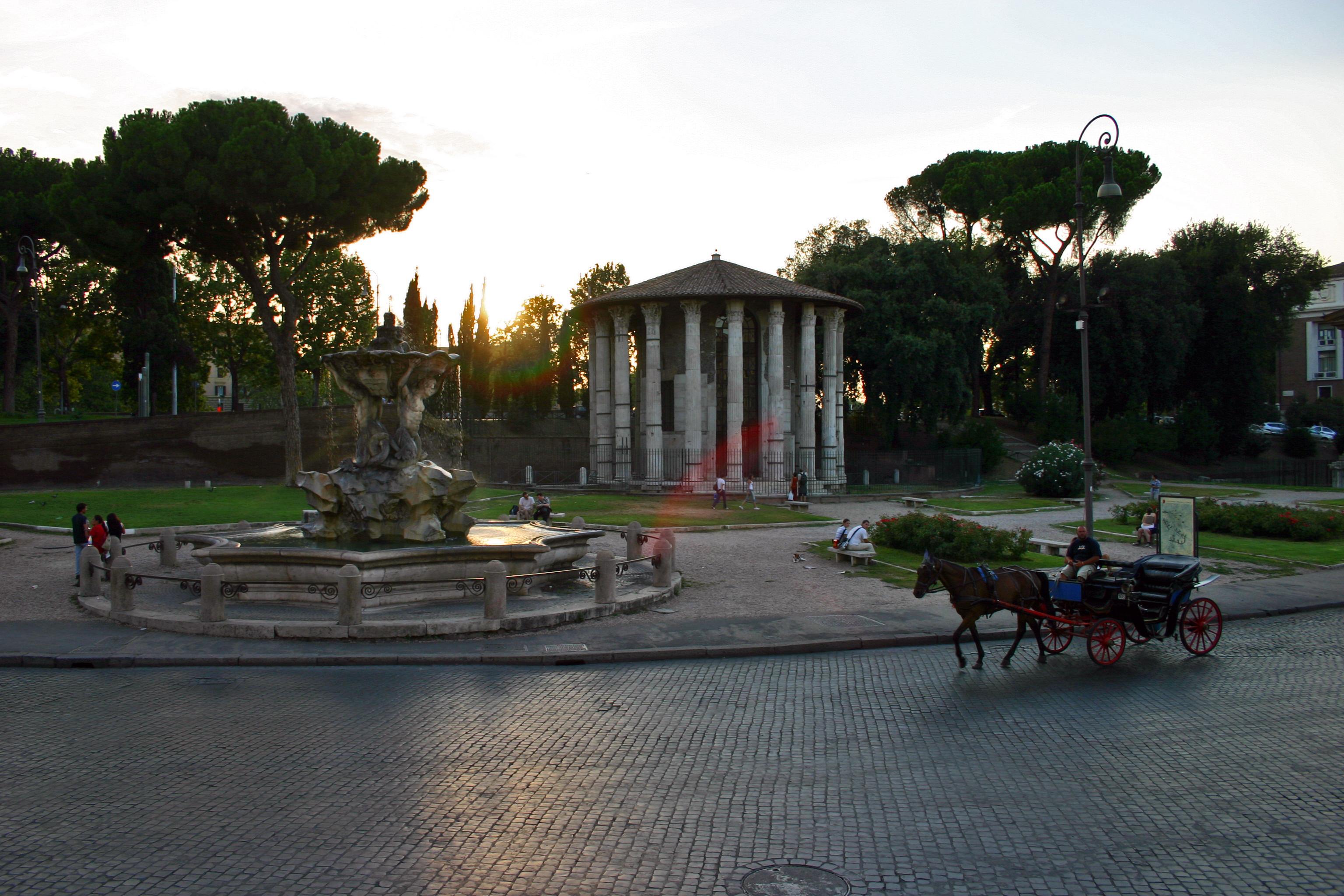
Piazza della Bocca della Verità

Em português, Praça Boca da Verdade, na histórica zona do Fórum Boário, é visitada, sobretudo, pela famosa Boca da Verdade, uma curiosa tampa de esgoto do tempo romano, que representa uma cara com a boca aberta; na Idade Média, os maridos levavam as suas mulheres até à Boca da Verdade, obrigando-as a meterem a mão dentro da "boca" da figura, dizia-se que se a mulher tivesse sido infiel, que a boca encerraria com a mão no seu interior, daí o nome de Boca da Verdade.

## Piazza del Campidoglio

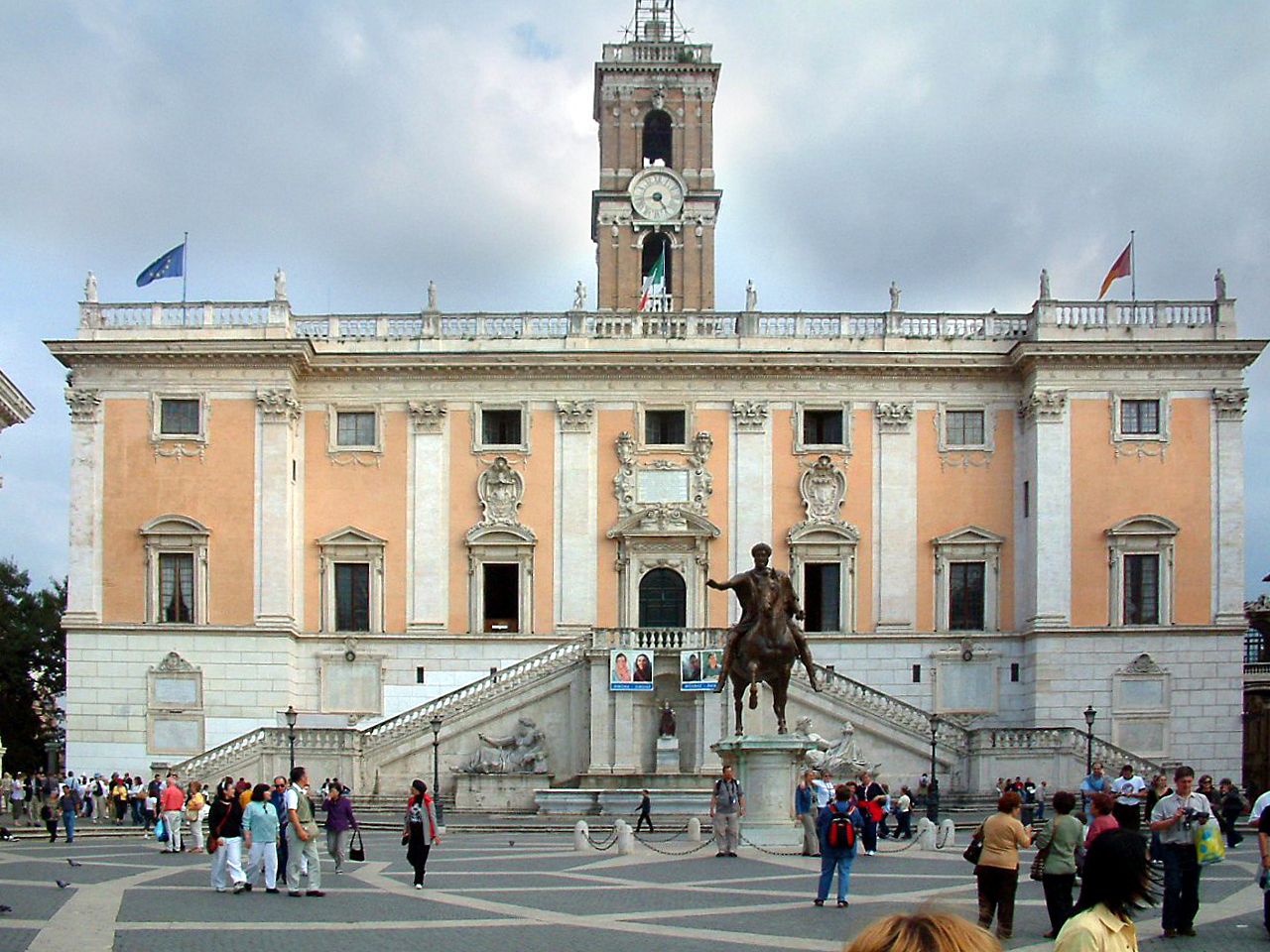
Piazza del Campidoglio.

A praça trapezoidal, a sul do monte Capitolino, projectada na forma actual por Miguel Ângelo, foi concebida com o pavimento em mármore branco. No centro da praça encontra-se uma estátua equestre do imperador Marco Aurélio, cujo original se encontra no Museu do Capitólio, anexo. A praça encontra-se por detrás do imponente Vittoriano e, no seu limite exterior, fora do centro, encontra-se, de forma que passa praticamente despercebida, a famosa loba com Rómulo e Remo, da tradição sobre a fundação de Roma.
Dos três lados, a praça é circundada por palácios renascimentistas: ao fundo, o Palazzo Senatorio, à esquerda, o Palazzo dei Conservatori, e à direita, o Palazzo Nuovo. A praça abre-se em frente por uma grande escadaria, a Cordonata que, no alto, dispõe Castor e Pólux em duas grandes estátuas.
O Palazzo dei Conservatori e o Palazzo Nuovo hospedam o Museu Capitolino, aberto ao público em 1735, com exposições de nível mundial. Na passagem entre o Palazzo Senatorio e o Palazzo dei Conservatori chega-se a um terraço de onde se pode observar o Fórum Romano.

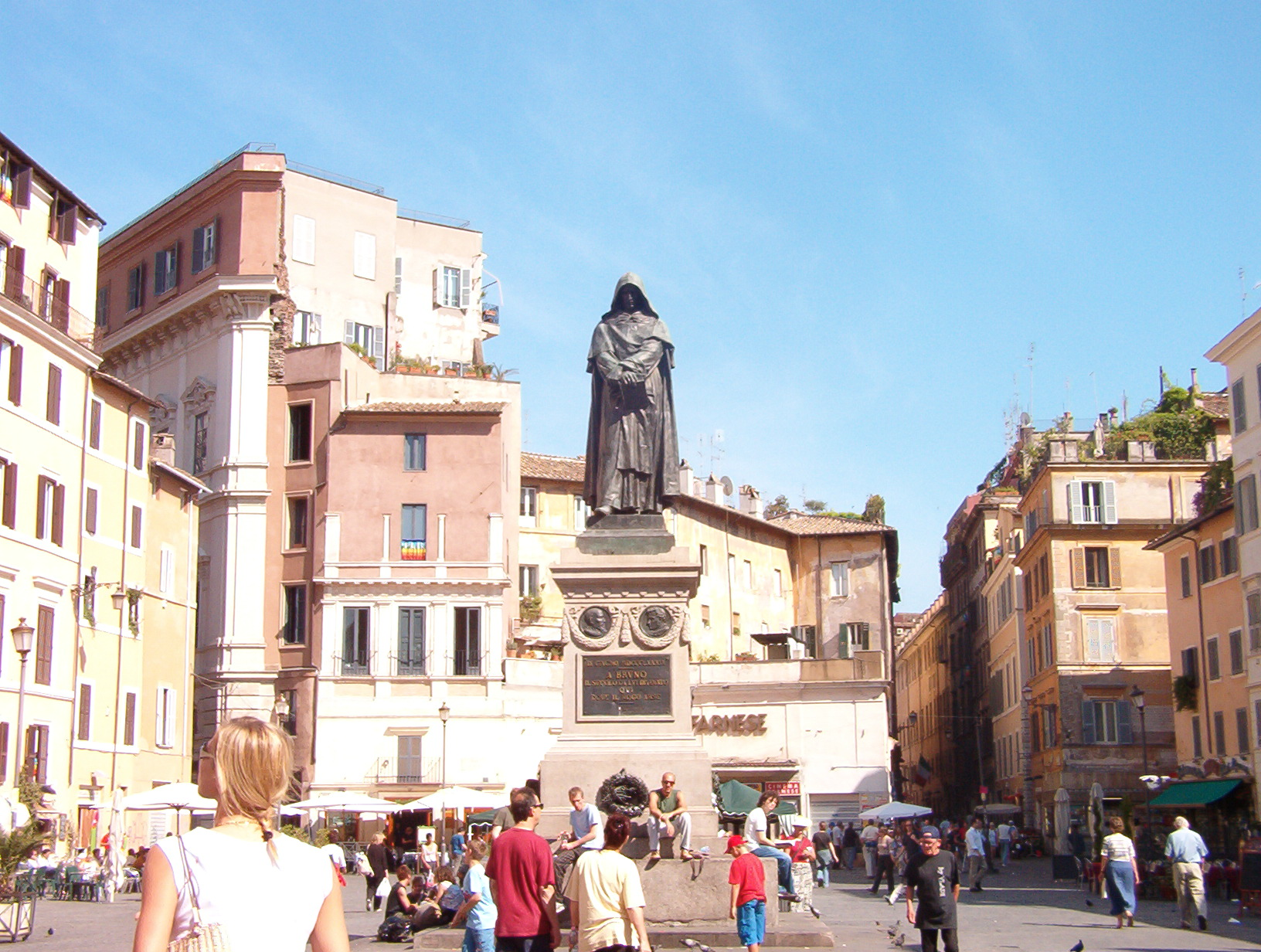
Piazza Campo de' Fiori

À direita do palácio novo encontra-se o terraço do café do museu, de onde tem uma ampla visão sobre toda a cidade do Vaticano. Nesta praça ocorreram, várias vezes, concertos gratuitos.

## Campo de' fiori
Na praça Campo de Fiori ("Campo de Flores"), não muito longe da Piazza Farnese, está instalado, desde 1869, um mercado de géneros alimentícios. Anteriormente hospedava representações dramáticas, corsos de cavalos e execuções capitulares. A 17 de Fevereiro de 1600 foi aqui executado o filósofo Giordano Bruno, cujo monumento se encontra agora no centro da praça. Pela noite torna-se num ponto de encontro popular, com muitos bares e restaurantes. Por outro lado, Campo de' Fiori é a única praça de Roma que não contém uma igreja.

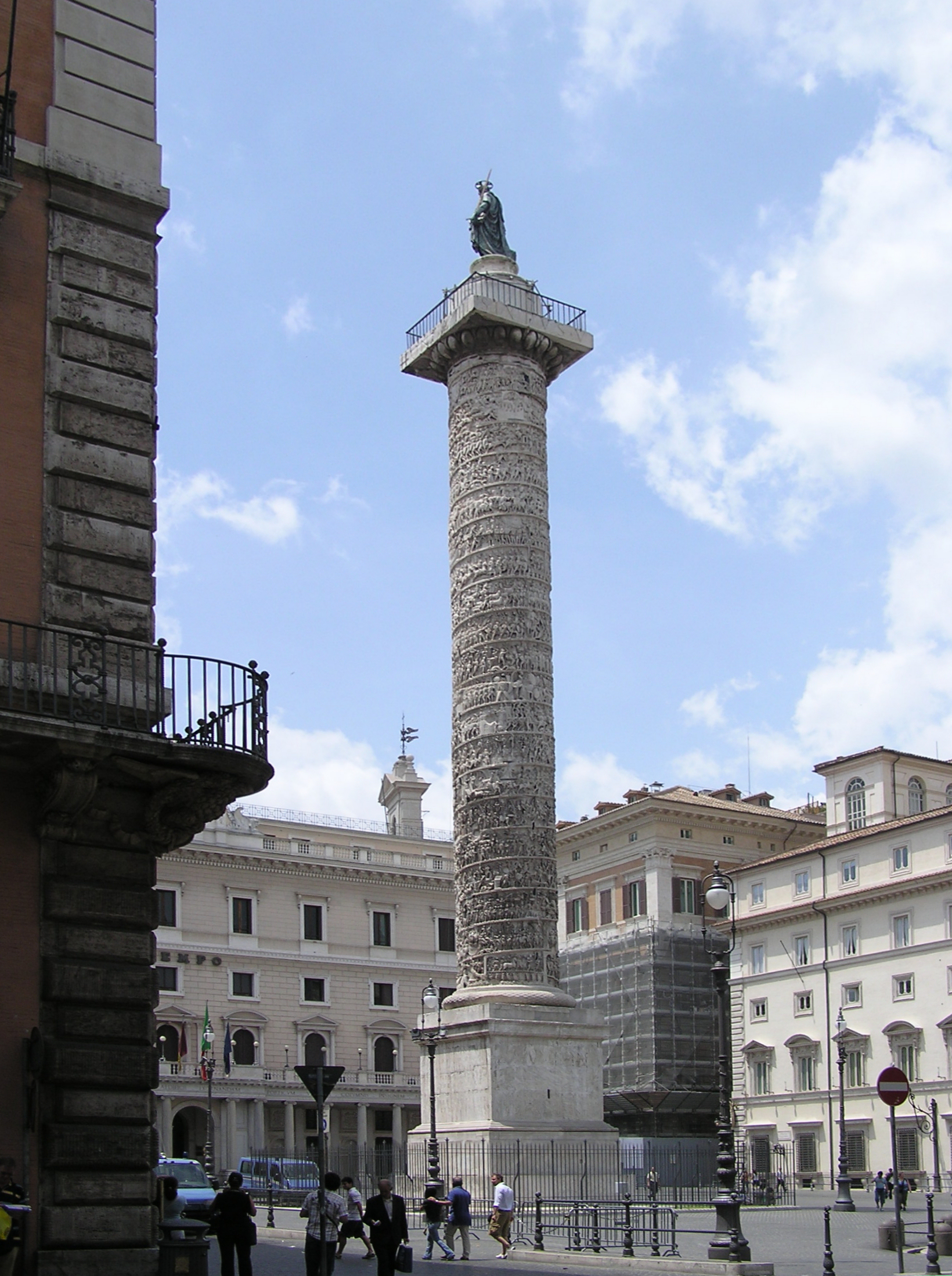
Piazza Colonna

## Piazza ColonnaePiazza de Montecitorio
A Piazza Colonna, com a colossal Coluna de Marco Aurélio, do imperador Marco Aurélio, concentra a Roma política. O Palácio Chigi é a sede da Presidência do Conselho de Ministros, e logo a seguir, na Piazza di Montecitorio, se encontra o Palácio Montecitório, que é a sede da Câmara dos Deputados da Itália, e o Obelisco de Montecitório, o antigo gnomon do Solário de Augusto.

## Piazza Farnese

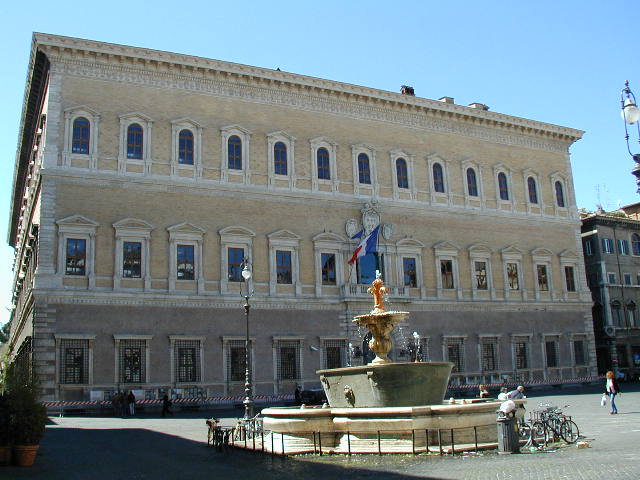
Piazza Farnese

A Piazza Farnese, em frente ao homónimo Palácio da família Farnese, construído por Sangallo e Michelangelo, destaca-se pela sua sobriedade. Dois grandes vasos de mármore proveniente das Termas de Caracala constituem a base para duas fontes construidas nesta praça.

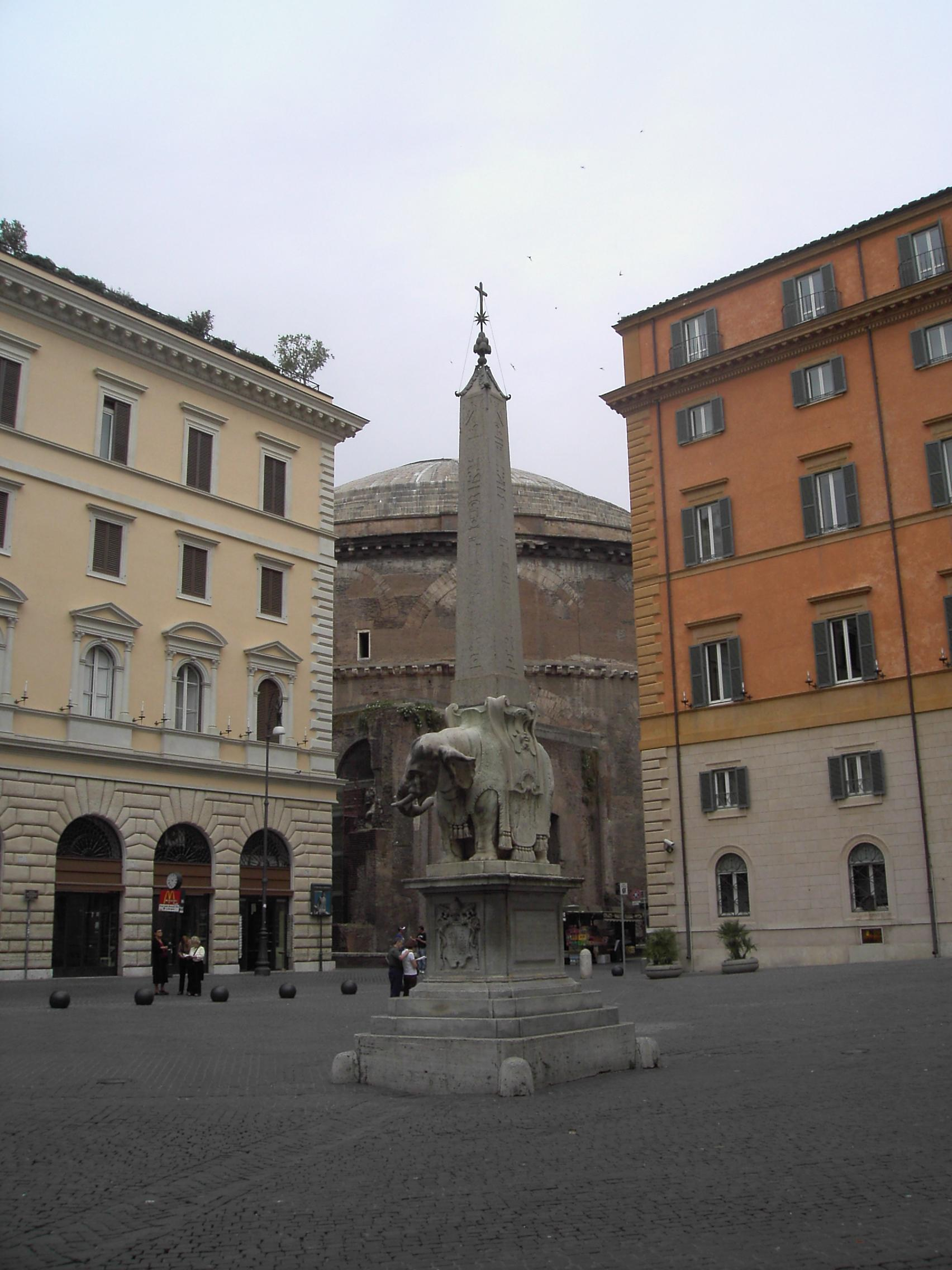
Piazza della Minerva

## Piazza della Minerva
A Piazza della Minerva (Praça de Minerva), em frente à igreja de Santa Maria sopra Minerva, deve o seu nome ao templo dedicado à deusa Minerva (deusa da sabedoria, das artes da guerra e das ciências), que se encontrava no local onde agora se situa a igreja. É hospedeira de uma pequena preciosidade: O Elefantino de Bernini, com o obelisco às costas, o Pulcino della Minerva.

## Piazza Navona

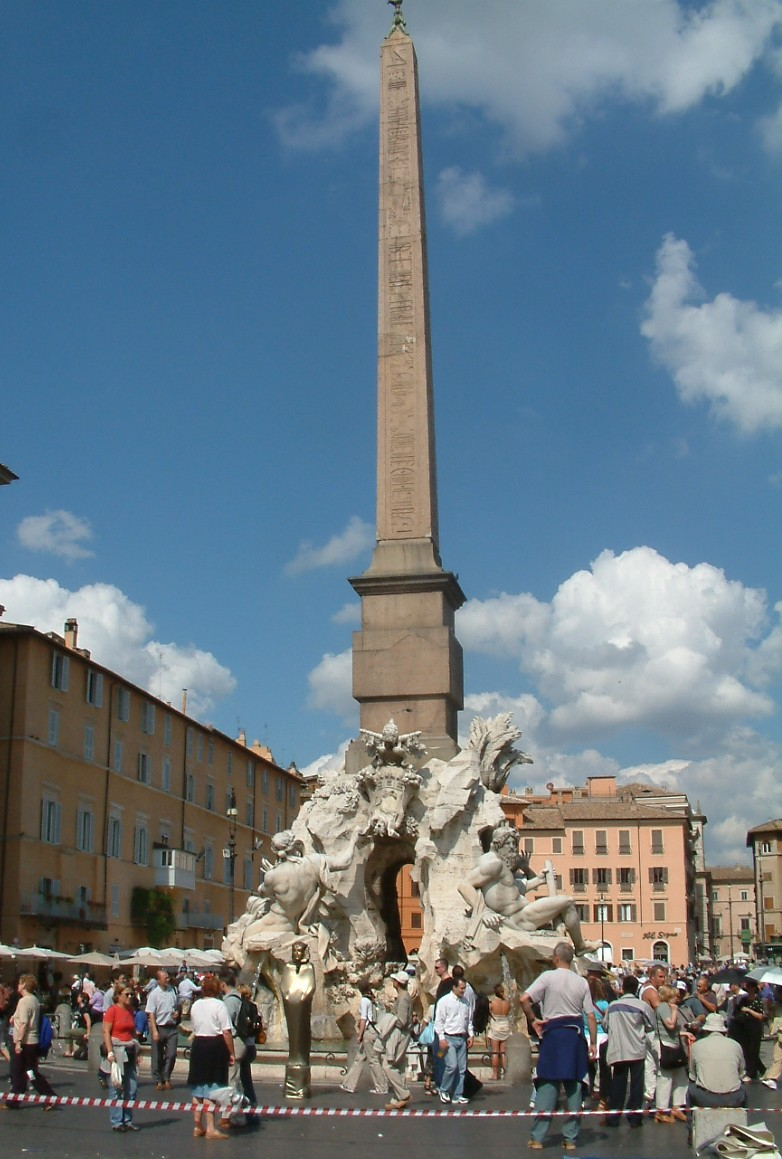
Piazza Navona.

A Piazza Navona encontra-se no local onde o imperador Domiciano mandou construir um estádio para a corrida de carros, com um lado direito e outro curvo. Ainda é possível ver uma parte na piazza di Tor Sanguigna e, até 1500, nela se podia assistir a combates de animais.
É considerada o mais famoso exemplo de continuidade em planejamento urbano de Roma. Sua forma longa e retangular, com as extremidades estreitadas ao norte, retém a forma do estádio (stadium) ou seja 240m x 65m, construído por Domiciano entre 96 e 81 d.C. para jogos e competições, que mais tarde abrigou lutas contra animais e entre gladiadores. Os edifícios ao seu redor erguem-se nos terraços ou alicerces das antigas cáveas, onde podiam sentar-se 30 mil espectadores. O nome "Navona" diz-se derivar de "in agone" ou "no local de combate" ou de "navis" (navio) dada a forma com uma extremidade arredondada. 
Como a maior praça de um bairro densamente povoado, figurou entre as prioridades de renovação da cidade durante o século XVI. O papa Sisto IV (r. 1471–1484) fez trazer para ela, do Capitólio, um mercado em 1477 e a construção de diversos palácios (como o Palazzo Madama e o Palazzo Massimo alle Colonne) fez dela uma área residencial favorita entre os aristocratas. O desenvolvimento arquitetural culminou durante o pontificado de Inocêncio X (r. 1644–1655) que começou a remodelá-la em 1645. Fez renovar o palácio de sua família e a igreja de Sant'Agnese in Agone, fez restaurar as fontes instaladas por ordem do papa Gregório XIII (r. 1572–1585) e fez construir bem no centro a enorme Fontana dei Quattro Fiumi ("fonte dos quatro rios").
Do século XVIII ao século XIX a praça era inundada, sobretudo em agosto, criando um lago artificial (naumáquia) para dramatizações náuticas (como, aliás, já se fazia há muitos séculos no Coliseu). Giovanni Paolo Panini pintou, em 1756, um óleo, hoje em Hanôver, no Niedersachsisches Landesmuseum (Museu Estatal da Baixa Saxônia), intitulado justamente  Praça Navona Inundada.  No início da época moderna, a praça tornou-se no centro do carnaval romano. 
Ornamentam esta praça três fontes barrocas: a Fonte dos Quatro Rios, de Bernini ao centro, a Fontana del Moro e a Fonte de Neptuno nas extremidades. 
Ao centro, no lado ocidental,  a igreja barroca Sant'Agnese in Agone, de Borromini, e, a seu lado, o belo Palazzo Doria Pamphili, comprado pelo governo brasileiro para servir de sede à sua embaixada.
A praça é visitada durante todo o dia, e mesmo à noite, pelos turistas e, por isso, dispõe de bastantes vendedores de lembranças, além de pintores e artistas de entretenimento. Na época natalícia é frequente encontrarem-se barracas de mercado onde se podem adquirir produtos típicos da época, como estatuetas para o presépio. 

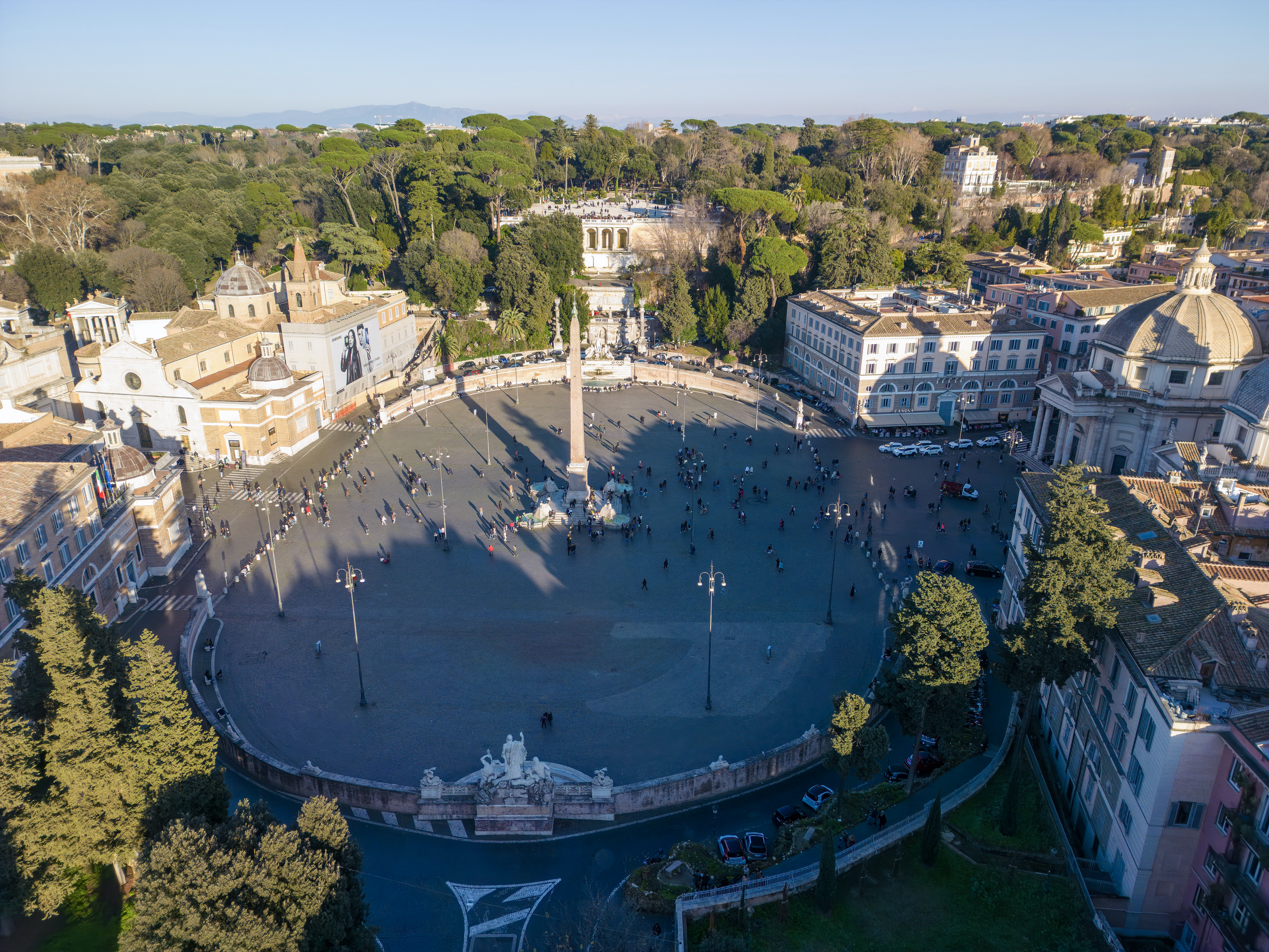
Perspectiva lateral da Piazza del Popolo.

## Piazza del Popolo
Antigamente, os viajantes que chegavam pelo Norte da cidade entravam na cidade pela Porta del Popolo (a antiga Porta Flaminia), que se interpõe à entrada da via Flamínia na cidade. Mo meio do século XVI o papa Pio IV encarregou Nanni di Baccio Bigio de uma nova fachada para a antiga Porta, rebatizada em homenagem à vizinha igreja de Santa Maria del Popolo. O desenho da Porta imita um arco triunfal romano, com arco único. O lado voltado para fora da cidade está adornado com antigas colunas e as imagens de São Pedro e São Paulo. Quando a rainha Cristina da Suécia veio a Roma, em peregrinação, o papa Alexandre VII encomendou a Gian Lorenzo Bernini a fachada voltada para a praça,  hoje coroada com o escudo papal, onde uma inscrição que deseja à Rainha uma feliz estada na cidade. Havia inclusive duas torres, demolidas em 1879 para abrir as duas passagens laterais.

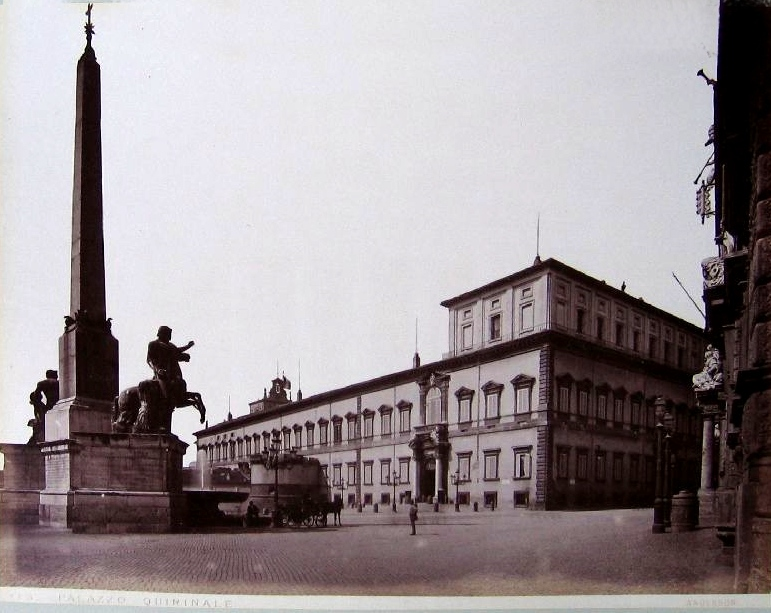
Praça do Quirinal

Imediatamente à direita da Muralha Aureliana, passa-se, deixando-a pela direita, em frente à igreja de Santa Maria del Popolo, e entra-se num oval circunscrito por fontes e leões que vertem água. 
A praça ramifica-se em três vias (o "Tridente") que penetram na cidade: a Via del Babuino, à esquerda, levará o viajante à Piazza di Spagna (Praça de Espanha); à direita a Via de Ripetta que se comunica com a Piazza Navona e o Panteão de Roma. No centro começa a rua mais cara da cidade de Roma: Via del Corso, com numerosas lojas.

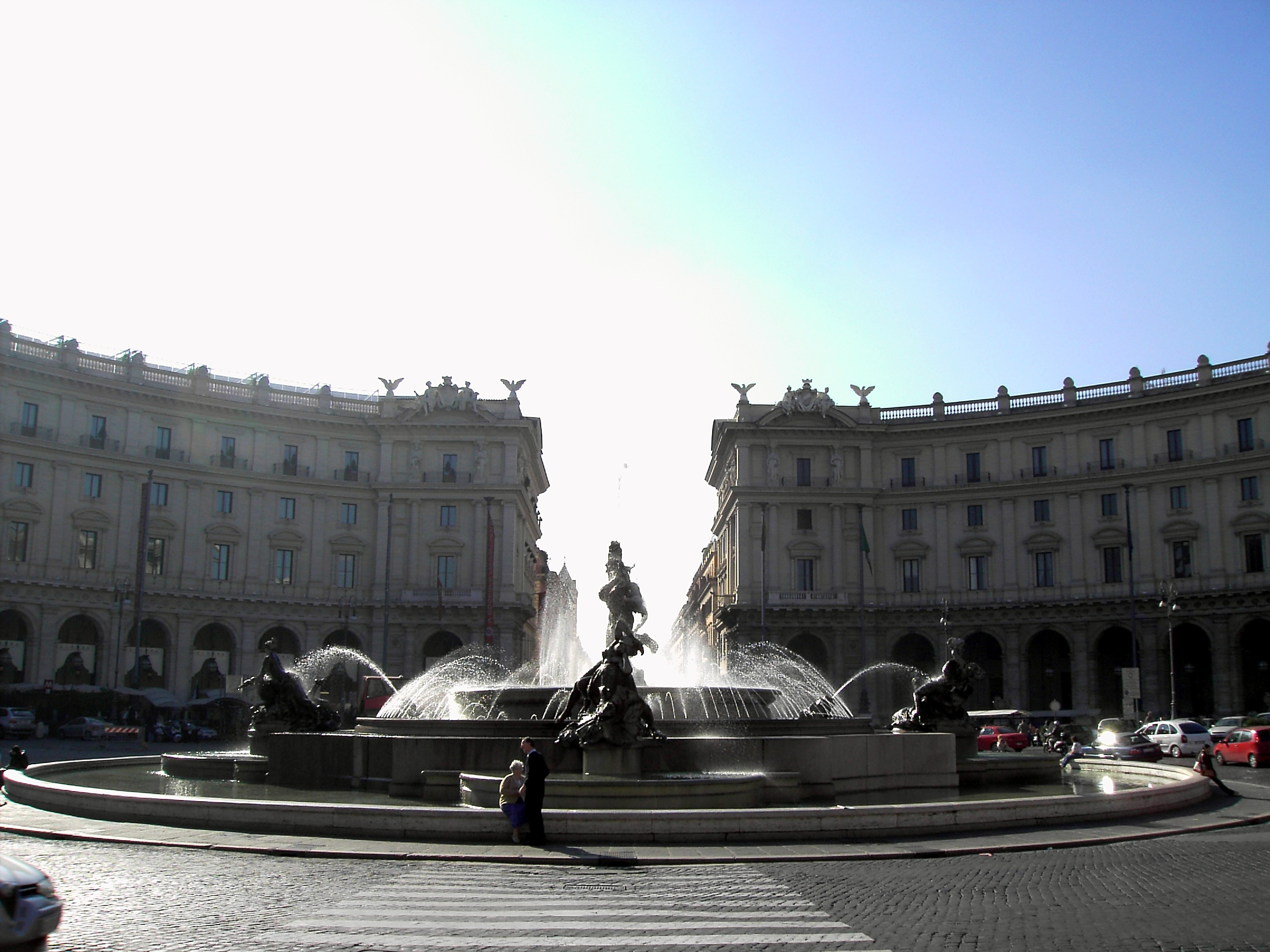
Piazza della Repubblica

## Piazza del Quirinale
Outrora chamada Praça do Monte Cavalo (piazza di Monte Cavallo), a Piazza del Quirinale está em frente ao Palácio do Quirinal, a sede do Presidente da República, e de onde pode-se assistir a um belo panorama acima das casas de Roma. No centro da praça, está o Obelisco do Quirinal e as estátuas de Castor e Pólux, "Domadores de Cavalos". Está ali também o Palácio da Consulta, que alberga hoje a Corte Constitucional.

## Praça da República
O colunato semicircular da Praça da República (tipicamente referida como Piazza Esedra) corresponde à forma das termas de Diocleciano, aqui construídas. A Fontana delle Naiadi que também se encontra aqui foi construída em 1885. A igreja Santa Maria degli Angeli e dei Martiri foi construída por Michelangelo sobre as ruínas das termas.

## Piazza della Rotonda

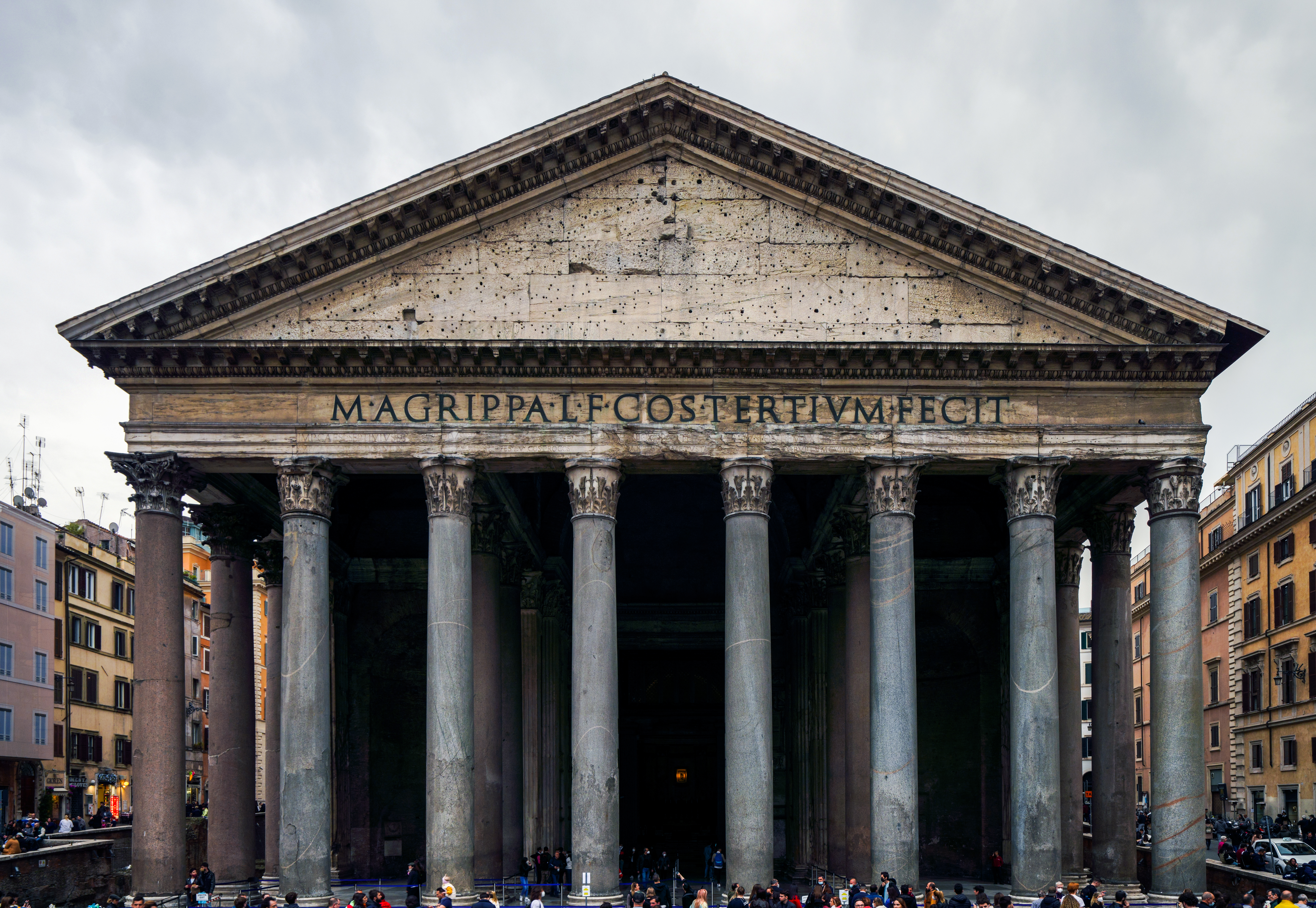
Piazza della Rotonda

A Piazza della Rotonda é o grande espaço em frente ao Panteão de Roma que herdou o nome pelo sobreno com que os romanos as designavam (la Ritonna). Nesta praça encontra-se uma fonte com um dos obeliscos de Roma, o Obelisco Macuteo.

## Praça de São Pedro

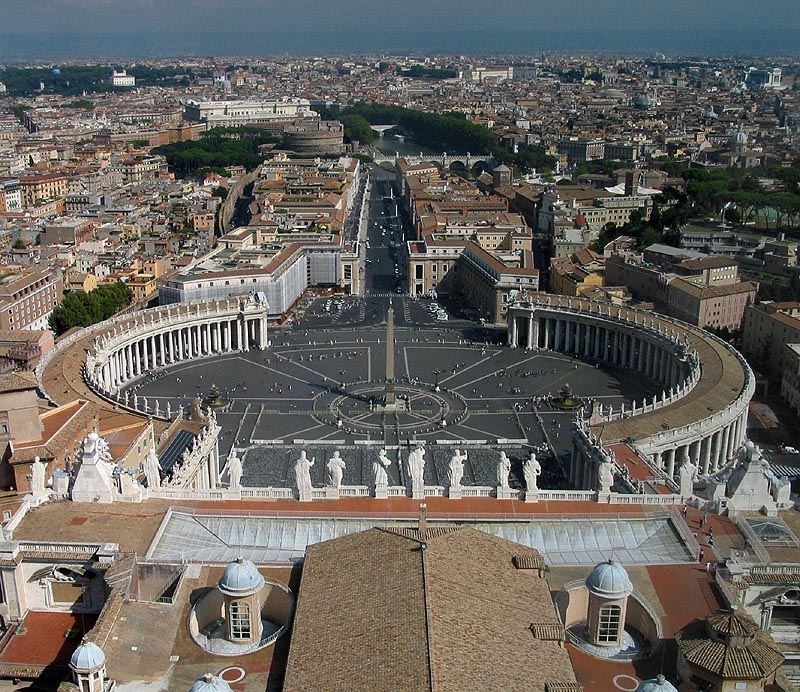
Praça de São Pedro.

A Praça de São Pedro, em frente à Basílica de São Pedro, é considerada pelos turistas como uma das mais belas praças do mundo. Foi Bernini que projectou a disposição elíptica com o colunato, que foi terminado em 1667. Nesta praça pode-se encontrar o Obelisco do Vaticano, oriundo de Heliópolis. (Contudo não se pode considerar totalmente que esta praça seja de Roma ou sequer italiana, uma vez que já faz parte dos domínios do Estado do Vaticano)

## Piazza di Spagna
A Piazza di Spagna, aos pés da escadaria de Trinità dei Monti, deve o nome à localização da embaixada de Espanha, que aqui se encontra. Nesta praça está a Fontana della Barcaccia. A Praça de Espanha é conhecida internacionalmente por ser palco de inúmeros desfiles de Moda, cujos ateliers se encontram aqui perto, e são frequentados por vários modelos.

## Largo di Torre Argentina

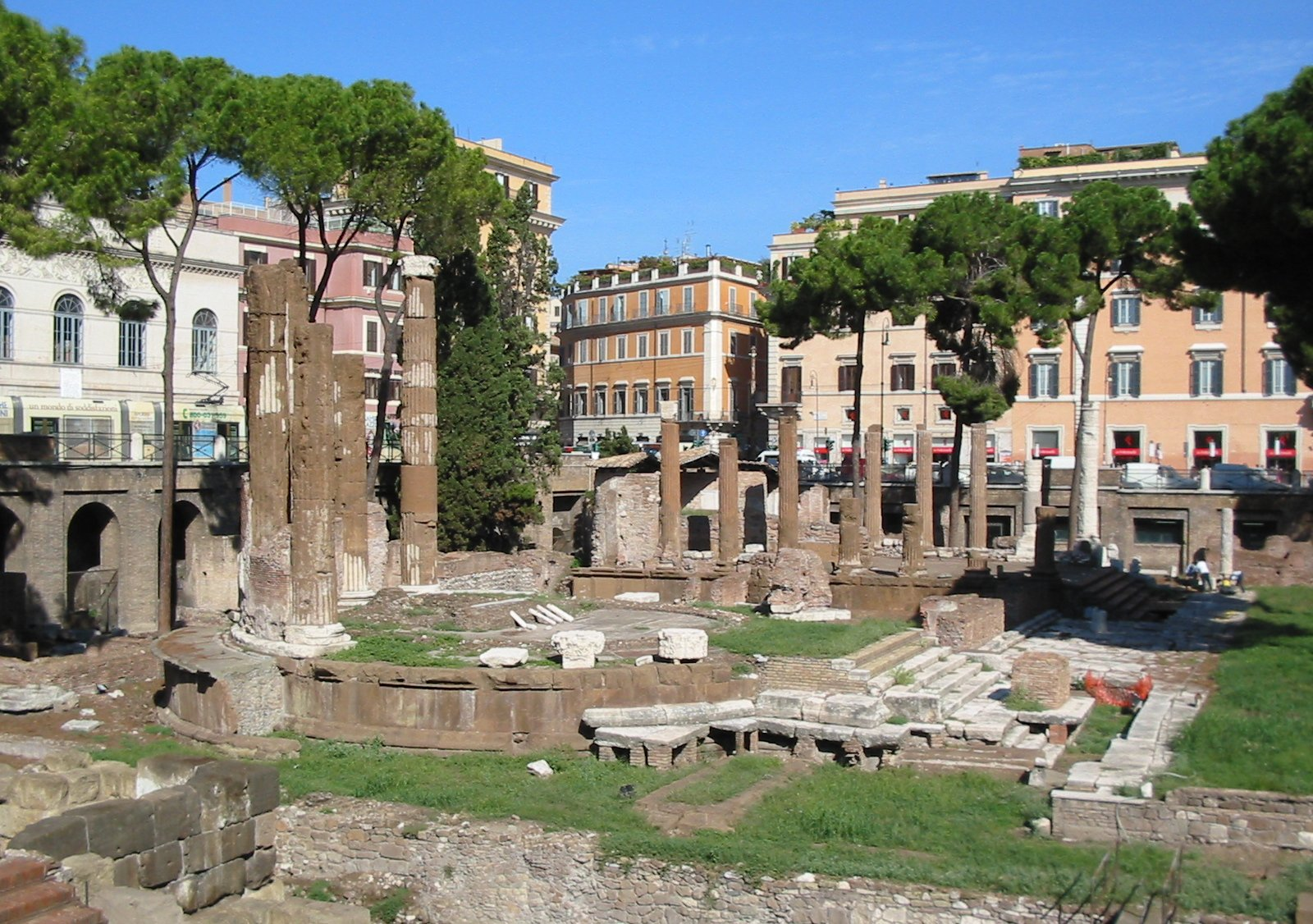
Largo di Torre Argentina

Na histórica zona do Campo de Marte, onde se encontram conservados o resto de quatro templos romanos da época republicana.

## Piazza Venezia

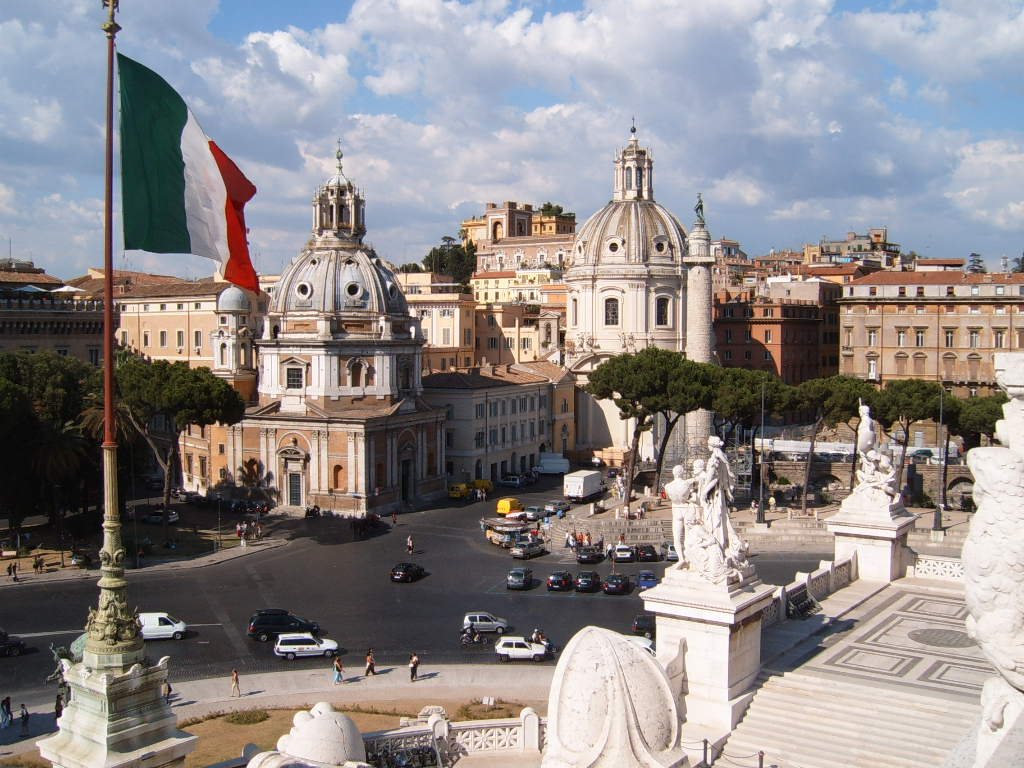
Praça Veneza

A Piazza Venezia, no sopé do monte Capitolino, é considerada o centro do tráfego citadino. Ao lado da praça rectangular ergue-se o imponente Vittoriano, o Monumento Nacional a Vítor Emanuel II, também chamado Monumento ao Soldado Desconhecido. No seu interior alberga um museu da história militar e bélica da Itália. É jocosamente referido pelos romanos como "a máquina de escrever", pela sua forma, ou "Bolo de Noiva" ou "Elefante Branco", devido à sua cor: um branco imaculado que contrasta com o branco "sujo" das ruínas romanas.
O lado ocidental da praça é ocupado pela fachada renascentista do Palácio Veneza que foi, por um breve período, palácio papal e, entre 1564 e 1797, sede da representação da República de Veneza, cognome atribuído pelos Estados Pontifícios. A fachada deste edifício pertence à memória dos habitantes, já que era nas suas varandas que Benito Mussolini fazia os seus discursos, nos anos do fascismo. Actualmente é um museu.

## Outras praças
- Piazza Augusto Imperatore
- Piazza Bologna
- Piazza Borghese
- Piazza della Chiesa Nuova
- Piazza Giuseppe Mazzini
- Piazza Mignanelli, logo a seguir à Piazza di Spagna
- Piazza dei Quiriti
- Piazza di Trevi, conhecida pela sua famosa fonte, Fontana di Trevi;